# Абердін
Абердін (англ. Aberdeen, шотл. Aiberdeen, шотл. гел. Obar Dheathain) — місто на східному узбережжі Шотландії, адміністративний центр областей Абердін та Абердіншир.
Населення міста становить 210 400 осіб (2008). Абердін є третім за кількістю населення містом Шотландії (після Глазго й Единбурга). Місто називають нафтовою столицею Європи та гранітним містом.

## Історія
Поселення в Старому Абердіні після занепаду внаслідок відходу римлян було знову засновано 580-го року св. Махаром, учнем св. Колумби. Заснована Махаром місія згодом стала самостійним Абердінським єпископством, що втратило свою незалежність тільки в 1330-х роках. На честь Махара був освячений побудований з граніту готичний собор (1131 — 1165), остаточний вигляд собор набув у 1530 році.
У XII сторіччі в Старому Абердіні перебувало перенесене сюди з Мортлаха єпископство, яке було скасоване внаслідок Реформації і наступних релігійних воєн. Нове місто 1153 року було розграбоване норвезьким королем Ейстейном ІІ, у 1336 році спалене англійським флотом Едуарда III, у 1644 році завойоване і майже цілком винищене роялістами, у 1647 році його спіткала епідемія чуми.
У XIX столітті через річку Ді вели три мости: старий з сімома арками, збудований 1520 року, висячий і залізничний. Абердін був найзначнішим містом у північно-східній частині Шотландії. Головними важелями торгівлі служили багаті паперові, бавовняні, лляні та прядильні мануфактури, канатні фабрики, шкіряні і чавунні заводи, вивезення рогатої худоби, лососини, яєць, масла, свинини, хліба. Існувало регулярне пароплавне сполучення з Лондоном, Літом (Единбургом), Пітерхедом, Інвернессом та Оркнейськими островами.
У XX столітті місто було адміністративним центром району Грампіан.

## Населення

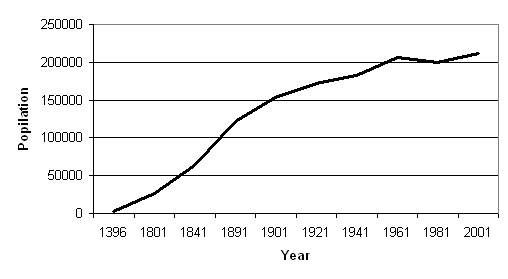
Населення Абердіну з 1396 р.

Динаміка населення, в особах:
- 1396 р. — 3 000
- 1801 р. — 26 992
- 1841 р. — 63 262
- 1891 р. — 121 623
- 1901 р. — 153 503
- 2001 р. — 197 328
- 2008 р. — 210 400

## Клімат
В Абердіні океанічний клімат (Cfb за Кеппеном), доволі м'який для настільки північного розташування, хоча за статистикою це найхолодніше місто у Великій Британії.
Узимку, особливо протягом усього грудня, тривалість дня дуже коротка, у середньому 6 годин і 40 хвилин між сходом і заходом сонця в зимове сонцестояння. У міру прогресування зими тривалість дня зростає доволі швидко — до 8 годин і 20 хвилин до кінця січня. У літнє сонцестояння день триває близько 18 годин, маючи 17 годин і 57 хвилин між сходом і заходом сонця. У цю пору навігаційні сутінки тривають усю ніч. Температура в цей час року, як правило, коливається від 17,0 °C протягом дня в більшості міських районів, але ближче 16,0 °C безпосередньо на узбережжі, і близько 18,0—19,0 °С у найзахідніших околицях, що ілюструє ефект охолодження в Північному морі в літній час.
Дві метеостанції збирають дані про клімат для області — в аеропорту Абердін (м. Дайс) і Крайбстон. Вони розташовані близько 7 км на північний захід від центру міста, і, враховуючи, що вони знаходяться в безпосередній близькості одна від одної, мають дуже схожі кліматичні режими. У Дайсі зазвичай вищі денні температури впродовж року, оскільки місто розташоване на нижчій висоті. Однак йому притаманні різкіші морози. Найнижча температура в останні роки була −16,8 °C у грудні 2010 року, а 28 лютого 2012 року в Дайсі встановлено новий рекорд −17,2 °С. 25 березня 2012 року було встановлено новий рекорд високої температури — 21,6 °C.
| Клімат Абердіну (1981–2010)                | Клімат Абердіну (1981–2010) | Клімат Абердіну (1981–2010) | Клімат Абердіну (1981–2010) | Клімат Абердіну (1981–2010) | Клімат Абердіну (1981–2010) | Клімат Абердіну (1981–2010) | Клімат Абердіну (1981–2010) | Клімат Абердіну (1981–2010) | Клімат Абердіну (1981–2010) | Клімат Абердіну (1981–2010) | Клімат Абердіну (1981–2010) | Клімат Абердіну (1981–2010) | Клімат Абердіну (1981–2010) |
| Показник                                   | Січ.                        | Лют.                        | Бер.                        | Квіт.                       | Трав.                       | Черв.                       | Лип.                        | Серп.                       | Вер.                        | Жовт.                       | Лист.                       | Груд.                       | Рік                         |
| Абсолютний максимум, °C                    | 17,2                        | 17,2                        | 21,6                        | 23,7                        | 24,3                        | 26,7                        | 29,8                        | 29,7                        | 25,3                        | 22,0                        | 18,8                        | 15,7                        | 29,8                        |
| Середній максимум, °C                      | 6,5                         | 6,8                         | 8,8                         | 10,9                        | 13,6                        | 16,1                        | 18,5                        | 18,3                        | 15,8                        | 12,4                        | 8,9                         | 6,6                         | 12,0                        |
| Середній мінімум, °C                       | 0,6                         | 0,8                         | 1,9                         | 3,4                         | 5,7                         | 8,6                         | 10,8                        | 10,5                        | 8,6                         | 5,9                         | 2,9                         | 0,7                         | 5,1                         |
| Абсолютний мінімум, °C                     | −19,3                       | −18,2                       | −15,8                       | −6,8                        | −4,2                        | −0,3                        | 0,1                         | −0,2                        | −2,4                        | −4,4                        | −15,6                       | −18,1                       | −19,3                       |
| Середня кількість сонячних годин на місяць | 58,3                        | 81,3                        | 121,8                       | 149,4                       | 199,4                       | 166,4                       | 165,3                       | 157,8                       | 123,7                       | 99,8                        | 66,2                        | 46,1                        | 1435,7                      |
| Норма опадів, мм                           | 67.6                        | 55.1                        | 59.8                        | 58.8                        | 56.9                        | 61.2                        | 61.6                        | 60.5                        | 67.9                        | 96.2                        | 93.3                        | 76.1                        | 814.9                       |
| ------------------------------------------ | --------------------------- | --------------------------- | --------------------------- | --------------------------- | --------------------------- | --------------------------- | --------------------------- | --------------------------- | --------------------------- | --------------------------- | --------------------------- | --------------------------- | --------------------------- |
| Джерело: Met Office                        |                             |                             |                             |                             |                             |                             |                             |                             |                             |                             |                             |                             |                             |

| Клімат Абердіну (1971–2000)                                      | Клімат Абердіну (1971–2000) | Клімат Абердіну (1971–2000) | Клімат Абердіну (1971–2000) | Клімат Абердіну (1971–2000) | Клімат Абердіну (1971–2000) | Клімат Абердіну (1971–2000) | Клімат Абердіну (1971–2000) | Клімат Абердіну (1971–2000) | Клімат Абердіну (1971–2000) | Клімат Абердіну (1971–2000) | Клімат Абердіну (1971–2000) | Клімат Абердіну (1971–2000) | Клімат Абердіну (1971–2000) |
| Показник                                                         | Січ.                        | Лют.                        | Бер.                        | Квіт.                       | Трав.                       | Черв.                       | Лип.                        | Серп.                       | Вер.                        | Жовт.                       | Лист.                       | Груд.                       | Рік                         |
| Абсолютний максимум, °C                                          | 16,0                        | 16,3                        | 20,0                        | 23,4                        | 23,8                        | 26,1                        | 28,8                        | 28,6                        | 25,9                        | 21,1                        | 18,3                        | 15,4                        | 28,8                        |
| Середній максимум, °C                                            | 5,7                         | 6,1                         | 8,0                         | 9,9                         | 12,7                        | 15,3                        | 17,6                        | 17,5                        | 14,9                        | 11,8                        | 8,2                         | 6,4                         | 11,2                        |
| Середній мінімум, °C                                             | 0,4                         | 0,6                         | 1,5                         | 2,7                         | 5,0                         | 7,8                         | 9,9                         | 9,8                         | 8,0                         | 5,6                         | 2,6                         | 1,1                         | 4,6                         |
| Абсолютний мінімум, °C                                           | −13,5                       | −12,2                       | −11,7                       | −6,7                        | −3                          | 0,3                         | 1,7                         | 1,7                         | −0,6                        | −4                          | −10,8                       | −12,6                       | −13,5                       |
| Середня кількість сонячних годин на місяць                       | 56,4                        | 77,1                        | 114,1                       | 145,8                       | 188,5                       | 166,2                       | 164,9                       | 163,4                       | 122,1                       | 99,2                        | 65,1                        | 46,2                        | 1409,0                      |
| Норма опадів, мм                                                 | 74.1                        | 53.7                        | 59.8                        | 61.2                        | 56.7                        | 59.5                        | 60.3                        | 65.7                        | 76.7                        | 87.7                        | 84.2                        | 76.9                        | 816.3                       |
| ---------------------------------------------------------------- | --------------------------- | --------------------------- | --------------------------- | --------------------------- | --------------------------- | --------------------------- | --------------------------- | --------------------------- | --------------------------- | --------------------------- | --------------------------- | --------------------------- | --------------------------- |
| Джерело: Met Office та Royal Dutch Meteorological Institute/KNMI |                             |                             |                             |                             |                             |                             |                             |                             |                             |                             |                             |                             |                             |

## Економіка
Порт та організаційний центр району нафтопромислів на Північному морі.
Був центром шотландської рибообробної промисловості. Розвинена хімічна та суднобудівна промисловість як у самому місті, так і в передмістях. Організовано виробництво текстилю — в основному вовни. Старовинний центр видобутку та шліфування граніту й мармуру.
В Абердіні є великий навчальний центр, який спеціалізується на підготовці спеціалістів нафто-газової промисловості

## Освіта
У місті знаходиться Абердінский університет, утворений в 1860 році з двох коледжів: католицького «Кінгз» коледжу (заснований у 1494 році) і протестантського «Марішаль» коледжу (заснований у 1593 році). Також в Абердіні знаходиться Технологічний інститут Роберта Гордона (заснований у 1775 році).

## Відомі люди
- Джеймс Ангус Гіллан (1885—1981) — британський веслувальник та колоніальний чиновник;
- Раян Голд (* 1995) — шотландський футболіст, півзахисник;
- Патрік Гордон — шведський і польський офіцер, генерал на службі Московського князівства;
- Вільям Дайс — британський художник і дизайнер, уродженець Абердіна;
- Девід Гілл (1843—1914) — шотландський астроном;
- Вільям Гіллеспі — шотландський актор німого кіно.

## Міста-побратими
Абердін є містом-побратимом таких міст:
- Регенсбург, Німеччина (1955)
- Клермон-Ферран, Франція (1983)
- Булавайо, Зімбабве (1986)
- Ставангер, Норвегія (1990)
- Гомель, Білорусь (1990)
- Атирау, Казахстан (2003)[13]
- Протвино, Росія
- Тюмень, Росія

## Інше

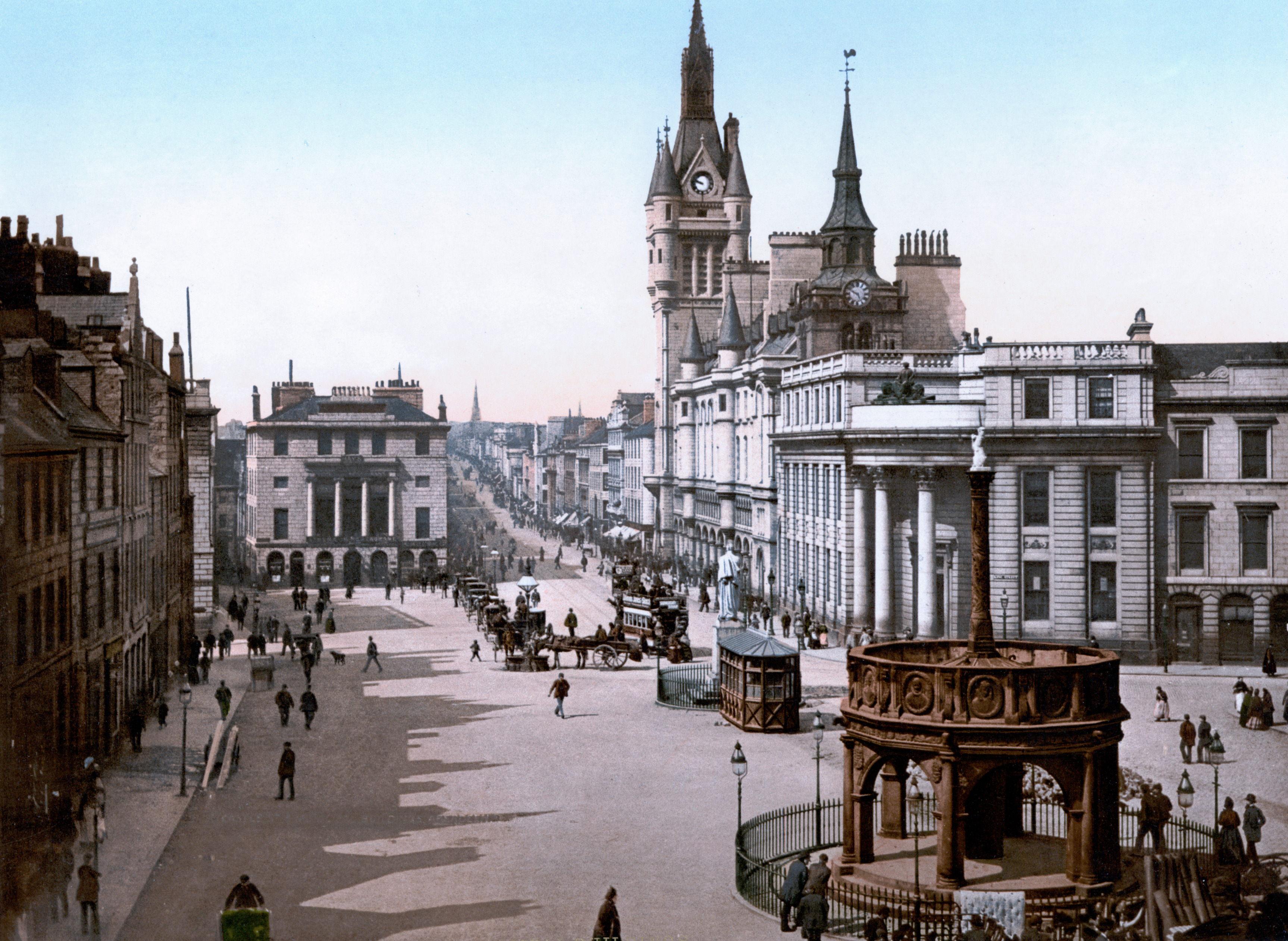
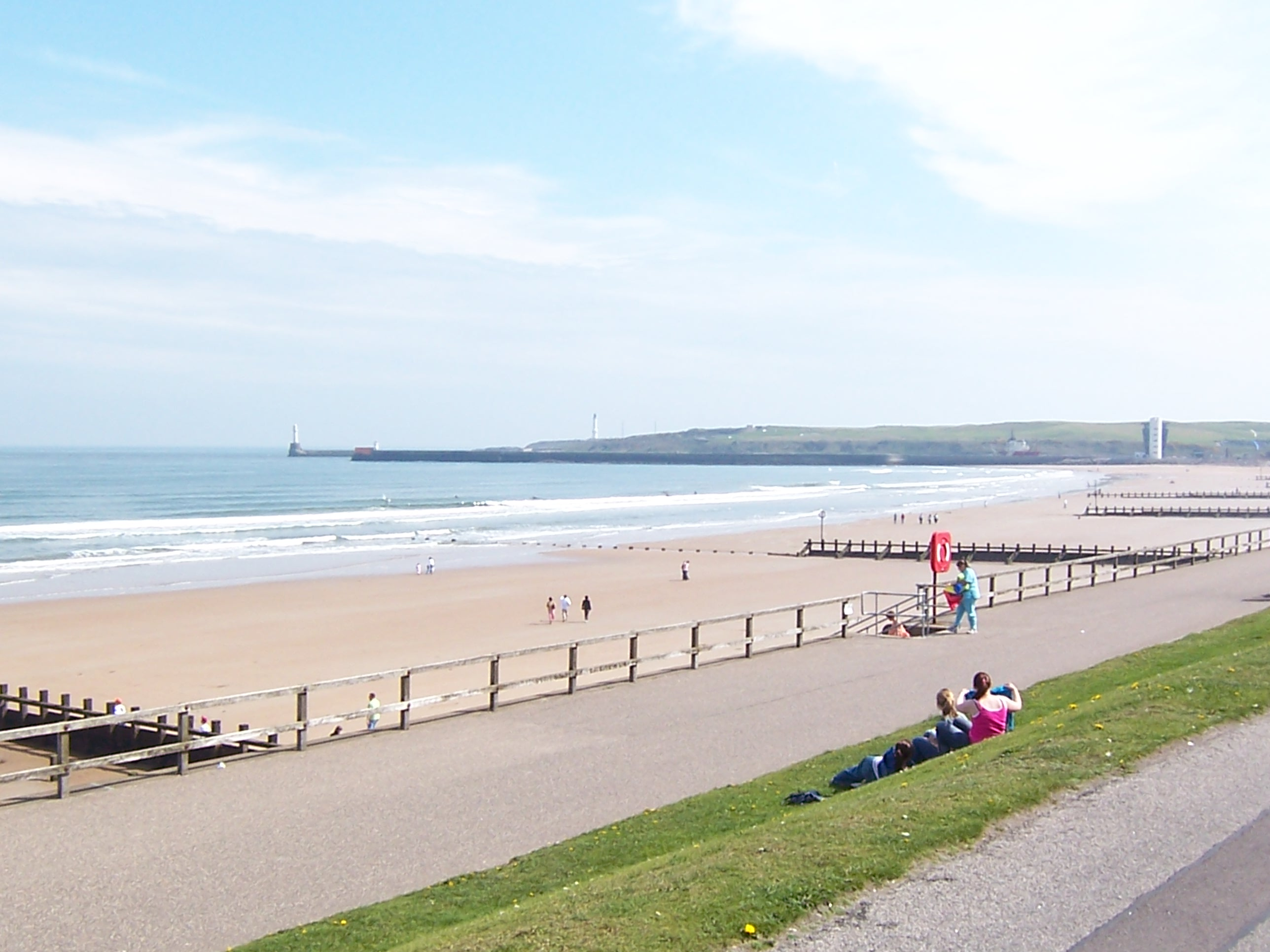
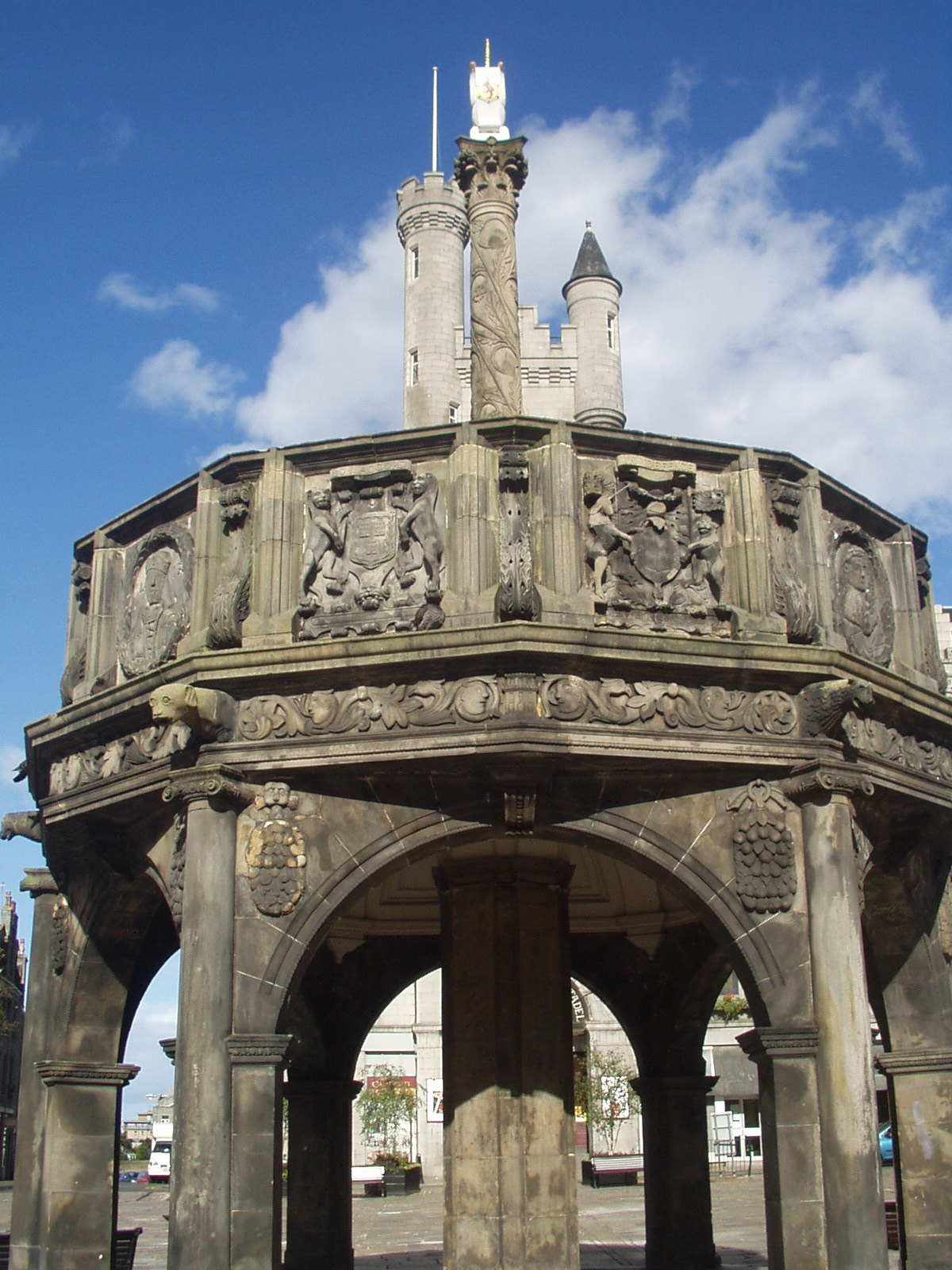
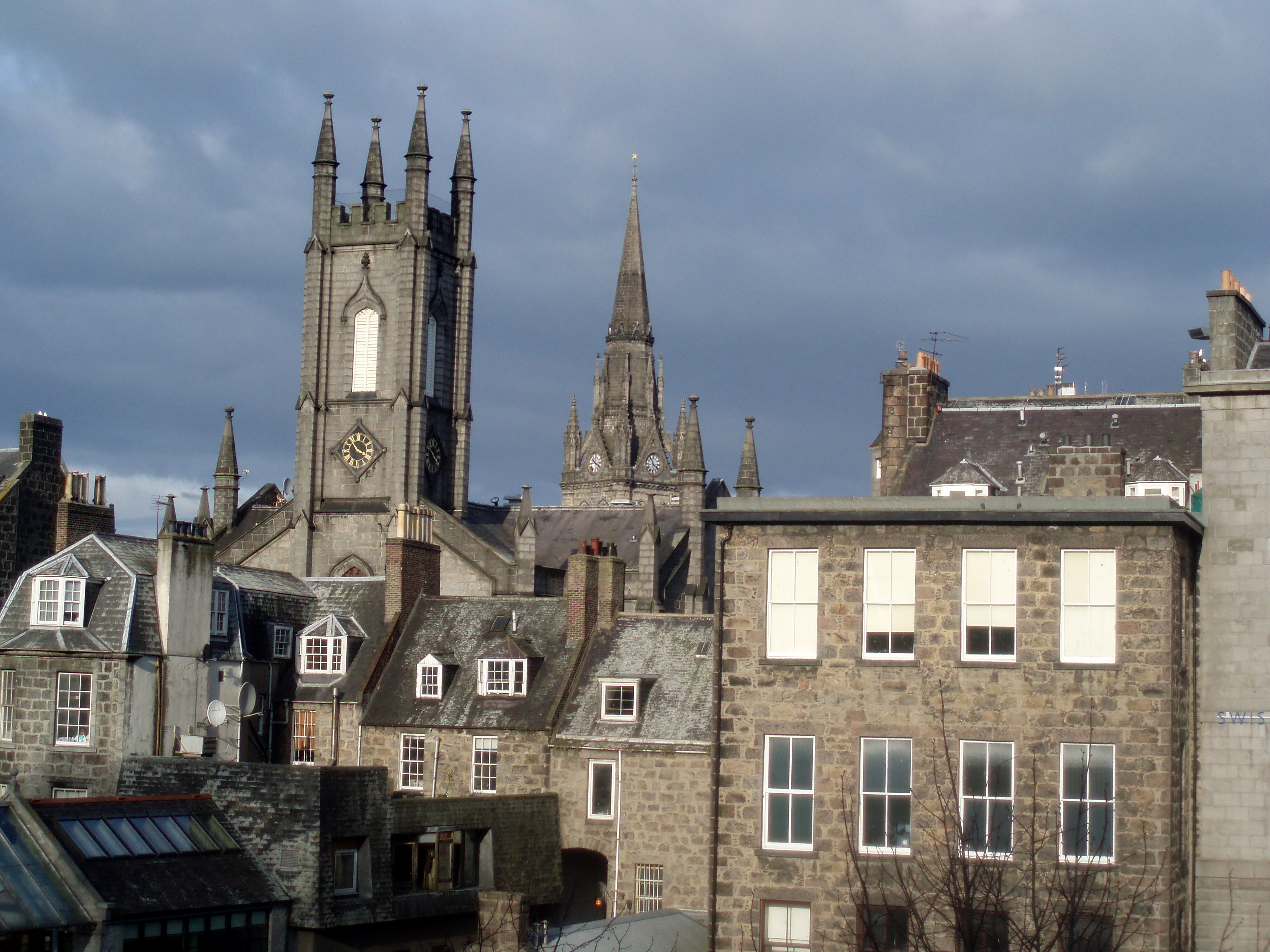

Головна магістраль міста — Юніон-стріт — забудована старовинними будинками з фасадами з полірованого граніту. У місті знаходиться церква святого Миколая (Сент-Ніколас), що складається з двох частин: Західна Церква (побудована в 1751–1755 рр., архітектор Джеймс Гіббс) і Східна Церква (1838 р., архітектор Арчибальд Сімпсон).
У XIV століття архидияконом Абердіну був поет та історик Джон Барбур, а на початку XVI ст. директором Кінгс-коледжу був шотландський історик Гектор Бойс. В Абердіні провів перші 10 років життя поет Байрон.